# Archobraconus parvus
Archobraconus parvus är en stekelart som beskrevs av Alexandr Rasnitsyn och Michael J. Sharkey 1988. Archobraconus parvus ingår i släktet Archobraconus och familjen Eoichneumonidae. Inga underarter finns listade.